# البطريرك فيلاريت
البطريرك فيلاريت (بالأوكرانية: Філарет)‏ الذي لقبه الرسمي بطريرك كييف وسائر أوكرانيا وروسيا، ولد في 23 يناير 1929 في قرية بلاهوداتني شرق أوكرانيا باسم ميخايلو دينيسينكو (بالأوكرانية Михайло Денисенко). هو ثالث راعي للكنيسة الأرثذوكسية الأوكرانية (بطركية كييف) وبطريرك كييف وسائر روسيا وأوكرانيا منذ 1995.

## سيرته الذاتية
ولد ميخايلو في قرية بلاهوداتني بدونباس سنة 1929 وكان اسم أبيه أنطون واسم أمه ميلانيا. توفي جده في المجاعة وقُتل أبوه إبان الحرب العالمية الثانية. البطريرك فيلاريت تخرج من معهد ديني في مدينة أودسيا وبعد ذلك من معهد ديني في موسكو. وكان مطرانا لكييف وغاليسيا للكنيسة الأرثذوكسية الروسية بين 1966 و1990. وبعد حصول أوكرانيا على الاستقلال سنة 1991، كان البطريرك فيلاريت يدعو ولا يزال إلى استقلال الكنيسة الأوكرانية من الكنيسة الروسية. وأسس الكنيسة الأرثذوكسية الأوكرانية (بطركية كييف) المستقلة عن موسكو سنة 1992.

## آراؤه الدينية
قداسة البطريرك فيلاريت يدعو إلى إجراء حوار بين شتى المذاهب الكنسية المسيحية في أوكرانيا من أجل تأسيس كنيسة محلية أوكرانية أرثذوكسية موحدة. مُنح البطريرك فيلاريت عدة أوسمة وميداليات، منها وسام الحرية ووسام الأمير ياروسلاف الحكيم وصليب إيفان مازيبا.